# Jakub Dovalil
Jakub Dovalil (* 8. Februar 1974 in Prag, Tschechoslowakei) ist ein ehemaliger tschechischer Fußballspieler und heutiger -trainer.

## Spielerkarriere
Jakub Dovalil spielte in seiner Jugend für Slavia Prag und wurde 19-jährig im Jahr 1993 in die B-Mannschaft aufgenommen, die in der ČFL spielte, der dritthöchsten tschechischen Liga. Ohne Perspektive, den Sprung in die A-Mannschaft zu schaffen, wechselte Dovalil 1994 eine Liga tiefer zu Kaučuk Kralupy nad Vltavou. 1995 spielte er für Motorlet Prag, arbeitete für Motorlet aber auch schon als Jugendtrainer. 1996 ging Dovalil nach Köln, um an der dortigen Deutschen Sporthochschule Köln zu studieren. Nebenbei spielte er für die SSG Bergisch Gladbach in der Oberliga Nordrhein. Nach seiner Rückkehr nach Tschechien ließ Dovalil seine Spielerkarriere bei TJ Tatran Sedlčany, einem unterklassigen Verein aus Sedlčany ausklingen.

## Trainerkarriere
Nach seiner ersten Trainerstation bei den F-Junioren von Motorlet Prag ging Dovalil 1997 zu seinem ehemaligen Klub Slavia Prag und betreute dort bis 2002 diverse Juniorenmannschaften. Im Anschluss trainierte er in der Saison 2002/03 die tschechische U-16-Auswahl, die er auch im Folgejahr betreute – nun als U-17. Im Jahr 2004 wechselte Dovalil wieder zu den jüngeren Jahrgängen und trainierte ab 2004/05 die 16-jährigen Junioren, also die Jahrgänge 1988 und 1989.
Bei dieser Mannschaft blieb Dovalil dann über mehrere Jahre und feierte mehrere Erfolge: So gewann die tschechische U-17-Auswahl bei der Europameisterschaft in Luxemburg 2006 die Silbermedaille, ebenfalls 2006 gewann Dovalil als Assistent bei der U-19-Auswahl die Bronzemedaille bei der Europameisterschaft in Polen. Von 2007 bis 2008 coachte Dovalil die tschechische U-18-Auswahl, ehe er 2009 die U-20-Auswahl und im Anschluss daran die U-21-Nationalmannschaft übernahm, mit der er im Juni 2011 bei der Europameisterschaft in Dänemark die Bronzemedaille gewann. Das Qualifikationsspiel für das olympische Fußballturnier 2012 gegen Weißrussland ging allerdings mit 0:1 verloren.